# Aracar
Aracar är ett berg och en vulkan i Argentina. Det ligger i provinsen Salta, i den norra delen av landet. Toppen på Aracar är 6 075 meter över havet eller 6 095 meter över havet enligt en annan källa.
Aracar är den högsta punkten i trakten.
Trakten runt Aracar är ofruktbar med lite eller ingen växtlighet.